# Otophryninae
Sous-famille
Les Otophryninae sont une sous-famille d'amphibiens de la famille des Microhylidae. Elle a été créée par les herpétologistes Richard J. Wassersug et William Frank Pyburn en 1987.

## Répartition
Les espèces des deux genres de cette sous-famille se rencontrent dans le nord de l'Amérique du Sud.

## Liste des genres
Selon Amphibian Species of the World (27 novembre 2013) :
- genre Otophryne Boulenger, 1900
- genre Synapturanus Carvalho, 1954

## Publication originale
- Wassersug & Pyburn, 1987 : The biology of the Pe-ret′Toad, Otophryne robusta (Microhylidae), with special consideration of its fossorial larva and systematic relationships. Zoological Journal of the Linnean Society, vol. 91, p. 137–169 (introduction).